# Apólpaina
Apólpaina (Apolpaina) är en ort i Grekland.   Den ligger i prefekturen Lefkas och regionen Joniska öarna, i den centrala delen av landet, 280 km väster om huvudstaden Aten. Apólpaina ligger 61 meter över havet och antalet invånare är 819. Den ligger på ön Lefkas.
Terrängen runt Apólpaina är huvudsakligen kuperad, men norrut är den platt. Havet är nära Apólpaina åt nordväst.  Närmaste större samhälle är Lefkáda, 2,3 km nordost om Apólpaina. 